# Thomas Richard Fraser
Pour les articles homonymes, voir Fraser.
Thomas Richard Fraser (né le 5 février 1841 et mort le 4 janvier 1920) est un pharmacologiste britannique, élève de Christison.

## Biographie
Il est surtout connu pour avoir été le premier, en 1862, à étudier l'action pharmacomimétique de l'extrait de la fève de Calabar. Son exposé remporte la médaille d'or de l'Université d'Édimbourg. Un an plus tard, l'ophtalmologiste Argyll Robertson reproduit l'effet constricteur sur la pupille de l'extrait de fève de Calabar et la physostigmine est par la suite utilisée en ophtalmologie.
Th. Fraser prend la succession de Christison comme professeur de matière médicale et de thérapeutique. 
En 1868 et 1869, en collaboration avec le chimiste A. Crum Brown, Fraser fait la découverte importante que la quaternisation des ammoniums tertiaires des alcaloïdes provoque une paralysie neuromusculaire chez l'animal. 
Il étudie aussi l'antagonisme entre physostigmine et atropine chez le lapin. Ces résultats furent présentés sous forme de graphiques isoboles.